# Francien
Cet article concerne le dialecte francien. Pour les autres significations, voir Francien (homonymie).
Pour les articles homonymes, voir Francilien.
Le francien désigne un dialecte de la langue d'oïl, parlé à l’époque médiévale dans l'ancienne Île-de-France et dans l’Orléanais, mais également en Touraine et dans le Berry, ainsi que dans le Bourbonnais. Le francilien désigne, plus spécifiquement, la variété qui était parlée en Île-de-France.
Le francien est le principal ancêtre du français de France et du français standard.

## Évolution du concept
Le terme « francien » est un néologisme des linguistes du XIXe siècle pour désigner le parler de Paris, et de l'ancienne Île-de-France en général, correspondant au domaine royal, avant l'établissement de la langue française comme langue standard. Sa première attestation date de 1889 par Gaston Paris.
L’hypothèse de son existence a été reprise par les grammairiens, qui voyaient la langue française comme une « lignée directe et pure » du latin, et réduisaient ainsi les apports des autres parlers romans de France. Selon cette théorie du développement du français élaborée au XIXe siècle, le francien aurait été choisi comme langue officielle parmi les diverses variétés d'oïl en concurrence. Elle place le francien avec ces dernières dans le continuum linguistique et avance qu’il a été imposé comme une langue administrative, l'objectif étant notamment de remplacer le latin.
Cette vision est aujourd’hui largement abandonnée. Ainsi, Bernard Cerquiglini décrit le francien comme une invention du XIXe siècle pour expliquer l'évolution du français aux XIIe et XIIIe siècles.
Cependant, même si les mots « francien » et « francilien » ne sont attestés nulle part au Moyen Âge, à la différence du picard ou du bourguignon, cela n’exclut pas qu’on parlait à cette époque sur l’aire de l’Île-de-France une variété d’oïl minimalement différenciée par rapport à celles des régions voisines. Et ce « francilien », si on juge d’après ce qu’il en restait dans L’Atlas linguistique de la France en 1900, devait être plus homomorphe avec l'angevin qu'avec le picard ou le bourguignon.
Du reste, il existait bien autrefois une variété d’oïl nommée simplement « françois » (ou « françoys », prononcé [frãswɛ], puis [frãsɛ]). Le même sens de « français » se trouve d’ailleurs encore aujourd’hui dans « Vexin français », que l’on peut opposer à « Vexin normand ».
Aujourd’hui, le francien a été repensé ; il englobe plusieurs parlers d’oïl, linguistiquement proches les uns des autres. Aussi, l’aire qui lui est à présent attribuée est bien plus vaste qu’elle ne l’était pour sa définition première ; elle correspond à peu près à la zone francienne.
Ses variétés ne se sont pas maintenues, excepté le français qui en est, de ce fait, l’unique langue fille, avec les autres langues d'oïl et la langue d'oc. Depuis la Révolution française, les dérivés du francien et donc le francien lui-même ont tous disparu et pour certains[Qui ?], sont devenus des différences de parler français.

## Parlers
La seule variété à être couramment parlée et transmise est le français, qui constitue aujourd’hui une langue. Les autres variétés, quant à elles, sont soit éteintes, soit menacées d'extinction, à court terme et ne sont pratiquées plus que par une infime minorité de locuteurs essentiellement ruraux et très âgés qui n'ont souvent qu'une connaissance partielle de leur idiome. Le francien était ainsi composé :
- berrichon,
- francilien,
- français,
- orléanais,
- tourangeau.

Le berrichon, l’orléanais et le tourangeau se sont fondus dans un français régional, tandis que le francilien a, quant à lui, entièrement disparu.
Le francilien, parler de l'ancienne Île-de-France et des faubourgs de Paris, est à distinguer du français populaire de Paris. En effet, en 1600 se différencie sur l'aire du francilien, plus précisément à Paris, une langue véhiculaire populaire dont la typologie grammaticale se distingue de plus en plus des dialectes environnants, qu'ils soient picard, bourguignon, angevin, normand ou francilien. C'est ce français populaire qui s'est diffusé sur l'aire du premier empire colonial français. Son exportation coloniale au XVIIe siècle serait à l'origine des variétés du français des Amériques, sauf pour le français acadien, qui serait issu d’une variété ancienne homomorphe avec le francilien.

## Langue
Quelques éléments linguistiques du francilien peuvent être tirés de la Monographie de l'instituteur de Courgent, de Soindres, de Cléry-en-Vexin, de Follainville-Dennemont de 1899.
Mots dont le genre diffère par rapport au français :
- la chaud, la froid : le chaud, le froid
- un cravate : une cravate

Différences de sons avec le français :
- iau pour eau : cisiau, iau, nouviau, viau pour ciseau, eau, nouveau, veau
- eux pour eur : batteux, menteux,  pour batteur, menteur
- oué pour oi : la voué pour la voix

Lexique :
- afant : enfant
- a quanté : avec
- ben : bien
- calot : noix
- calotier : noyer
- castrolle : casserole
- cherrue : charrue
- choual, j'val : cheval
- ennui : aujourd'hui
- errible : hâtif
- eursource : source
- enrouser : arroser
- gesteux : délicat, à manières
- gromand : gourmand
- ièvre : lièvre
- j'aurions métier : il faudrait que
- la r'montée : l'après-midi
- la r'levée de Pâques : après Pâques
- malin : méchant
- mule de blé : meule de blé
- ormoère : armoire
- orzen (cf horsin) : voisin
- rabourer : labourer
- sangsure : sangsue
- sine, sinature : signe, signature
- sumetière : cimetière
- stella, stici : celui-là, celui-ci
- sumence, sumer, i sume : semence, semer, il sème
- tardi : tardif

Exemple de phrase : Tu vas à cherrue, ennui, avec ton j'val nouviau.